# Новиков, Дмитрий Борисович
Дмитрий Борисович Новиков (род. 1964) — российский программист, кандидат физико-математических наук, основатель компании «Консультант Плюс».

## Биография
Окончил московскую среднюю школу № 46 (1981), факультет ВМК МГУ с отличием (1986). Научный сотрудник факультета ВМК МГУ (1986—1990).
Защитил диссертацию на степень кандидата физико-математических наук (1990). Основал компанию «Консультант Плюс» (1991).
Награждён орденом «Знак Почёта» (1986).
Автор семи опубликованных научных трудов в области математической физики и десяти трудов в области правовой информатизации.